# Wilmersdorf (Angermünde)
Wilmersdorf ist ein Ortsteil der Stadt Angermünde im Landkreis Uckermark im Nordosten des Landes Brandenburg. Die Ortschaft wurde am 26. Oktober 2003 eingemeindet, vorher war sie eine eigenständige Gemeinde.

## Lage
Wilmersdorf liegt in einer eiszeitlich geprägten Hügel- und Seenlandschaft in der südlichen Uckermark, zwölf Kilometer nordwestlich der Kernstadt Angermünde und im Biosphärenreservat Schorfheide-Chorin. Der nordwestliche Teil der Gemarkung hat einen Anteil am Melchower Forst und grenzt an den Jakobsdorfer See. Wilmersdorf grenzt im Norden an Schmiedeberg, im Osten an Greiffenberg, im Süden an Steinhöfel sowie im Westen an die Gemeinde Flieth-Stegelitz (mit den Gemeindeteilen Stegelitz und Pfingstberg).
Wilmersdorf liegt an der Landesstraße 24 zwischen Gerswalde und Greiffenberg. Die Bundesautobahn 11 mit der Anschlussstelle Pfingstberg ist etwa drei Kilometer entfernt. Südlich von Wilmersdorf liegt die Bahnstrecke Angermünde–Stralsund.

## Geschichte

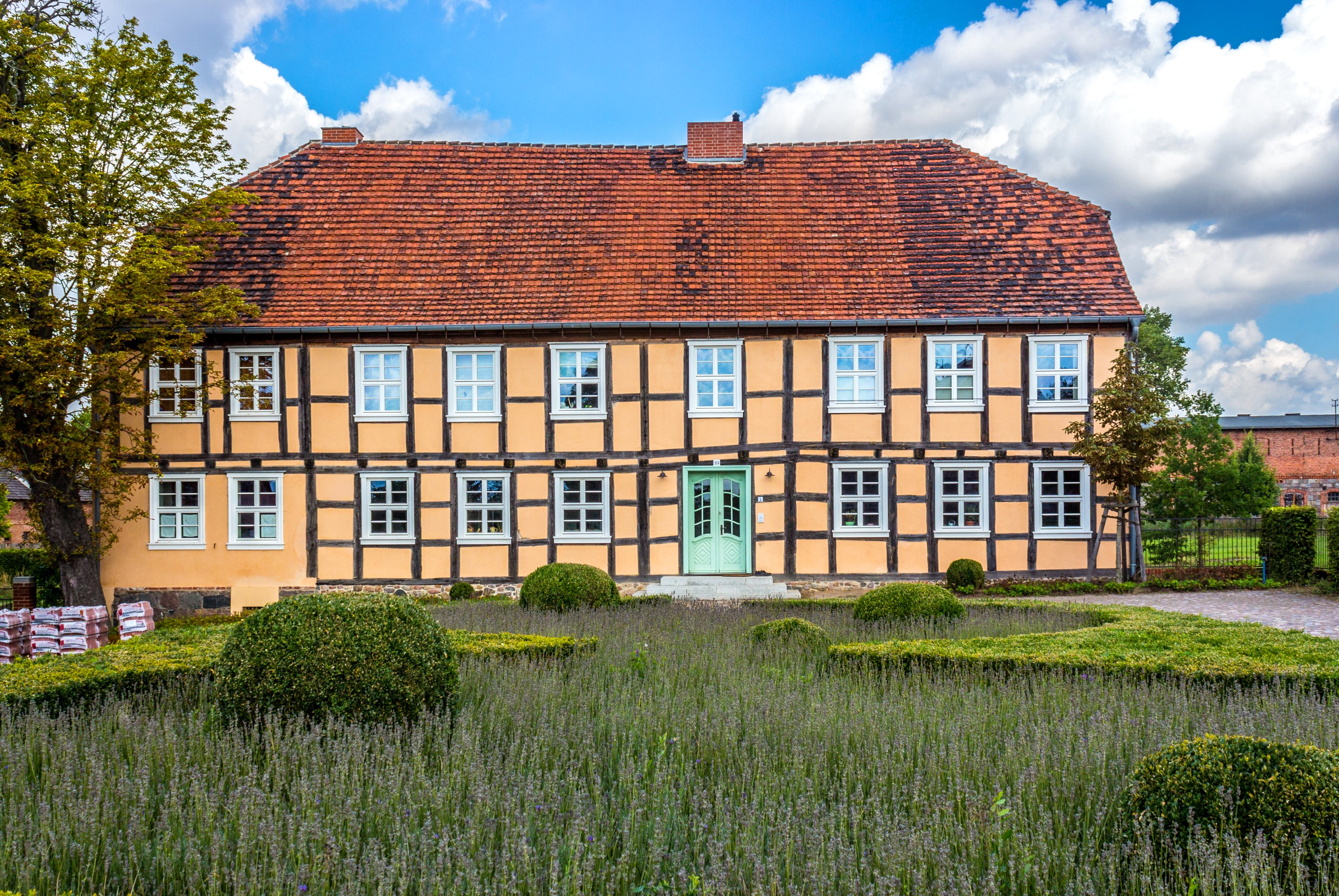
Gutshaus Wilmersdorf

Die Siedlungsgeschichte um Wilmersdorf lässt sich durch Hügel- und Hünengräber bis in die Jungsteinzeit um 3500 v. Chr. zurückverfolgen. Die heutige Ortschaft wurde um das Jahr 1250 gegründet und 1321 als Wilmerstorp erstmals urkundlich erwähnt. Der Ortsname lässt sich von dem deutschen Personennamen ‚Wilhelm‘ ableiten. Im Landbuch der Mark Brandenburg von 1375 wurde das Dorf mit 50 Hufen, darunter 4 Pfarrhufen, erwähnt. Die Besitzverhältnisse änderten sich in den ersten Jahrhunderten durch kriegerische Auseinandersetzungen häufig, dabei wurde 1469 auch die ursprüngliche Dorfkirche zerstört.
Anno 1626 wurde das Rittergut Wilmersdorf für einen Kaufpreis von zwischen 9000 und 9300 Taler von Friedrich von Buch erworben. Dieser ließ 1636 ein Gutshaus errichten. Nach dem Tod von Buchs wurde Wilmersdorf mehrfach verpfändet, sodass es erst 1734 nach mehreren Besitzerwechseln wieder in den Besitz der von Buchs kam. Zwischen 1814 und 1820 wurden die Gutsanlagen unter dem damaligen Dorfbesitzer Alexander Dietlof von Buch stark erweitert, 1838 kam es in Wilmersdorf zu einem Dorfbrand, bei dem weite Teile der Gutsanlage vernichtet wurden. 1885 wurde Wilmersdorf durch die Eröffnung eines Bahnhofes an die Bahnstrecke Angermünde–Stralsund angebunden. Am 30. September 1928 wurde der Gutsbezirk Wilmersdorf aufgelöst und erhielt den Status einer Landgemeinde. In den 1930er-Jahren wurden die Gutsanlagen von Wilmersdorf wiederum erweitert und 1937 erhielt der Ort einen Anschluss an die heutige Bundesautobahn 11, wodurch sich die Anbindung des Ortes an die Stadt Berlin stark verbesserte. Nach dem Ende des Zweiten Weltkrieges wurde die Familie von Buch enteignet, das Gut Wilmersdorf wurde verstaatlicht und in einen Volkseigenen Betrieb umgewandelt.

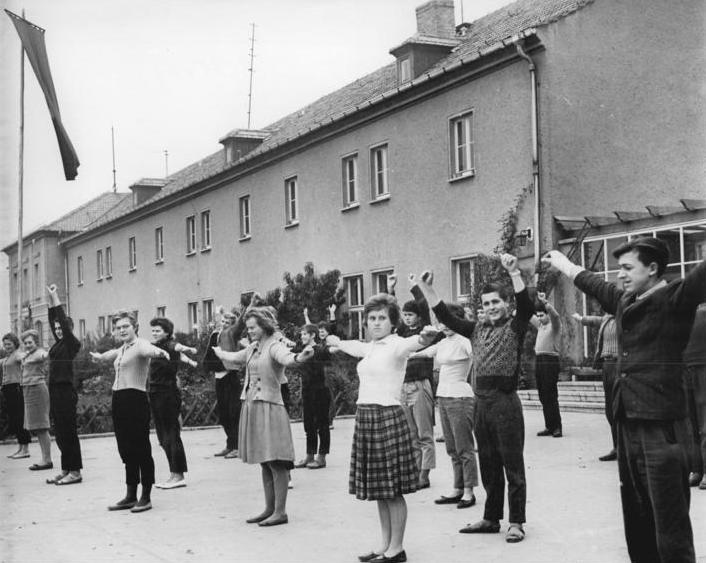
Pausengymnastik in der Berufsschule, November 1962

Bis 1952 gehörte Wilmersdorf zum Landkreis Angermünde, der bis 1946 Teil der preußischen Provinz Brandenburg war. Nach der DDR-Kreisreform gehört die Gemeinde zum Kreis Angermünde im Bezirk Frankfurt (Oder). 1957 wurde in der Gemeinde ein Kindergarten eingerichtet. Die Dorfschule in Wilmersdorf wurde 1973 wegen mangelndem Bedarfs geschlossen. Im folgenden Jahr wurden Tier- und Pflanzenproduktion des Volkseigenen Betriebes durch die Gründung einer Kooperativen Abteilung Pflanzenproduktion getrennt, aus letzterer ging 1979 eine Landwirtschaftliche Produktionsgenossenschaft hervor. Nach der Wende in der DDR wurde das Ortsbild saniert und die Straßen und Gehwege wurden erneuert. Bei der Kreisreform am 6. Dezember 1993 wurde Wilmersdorf in den Landkreis Uckermark eingegliedert. Am 26. Oktober 2003 erfolgte die Eingemeindung in die Stadt Angermünde.

## Sehenswürdigkeiten

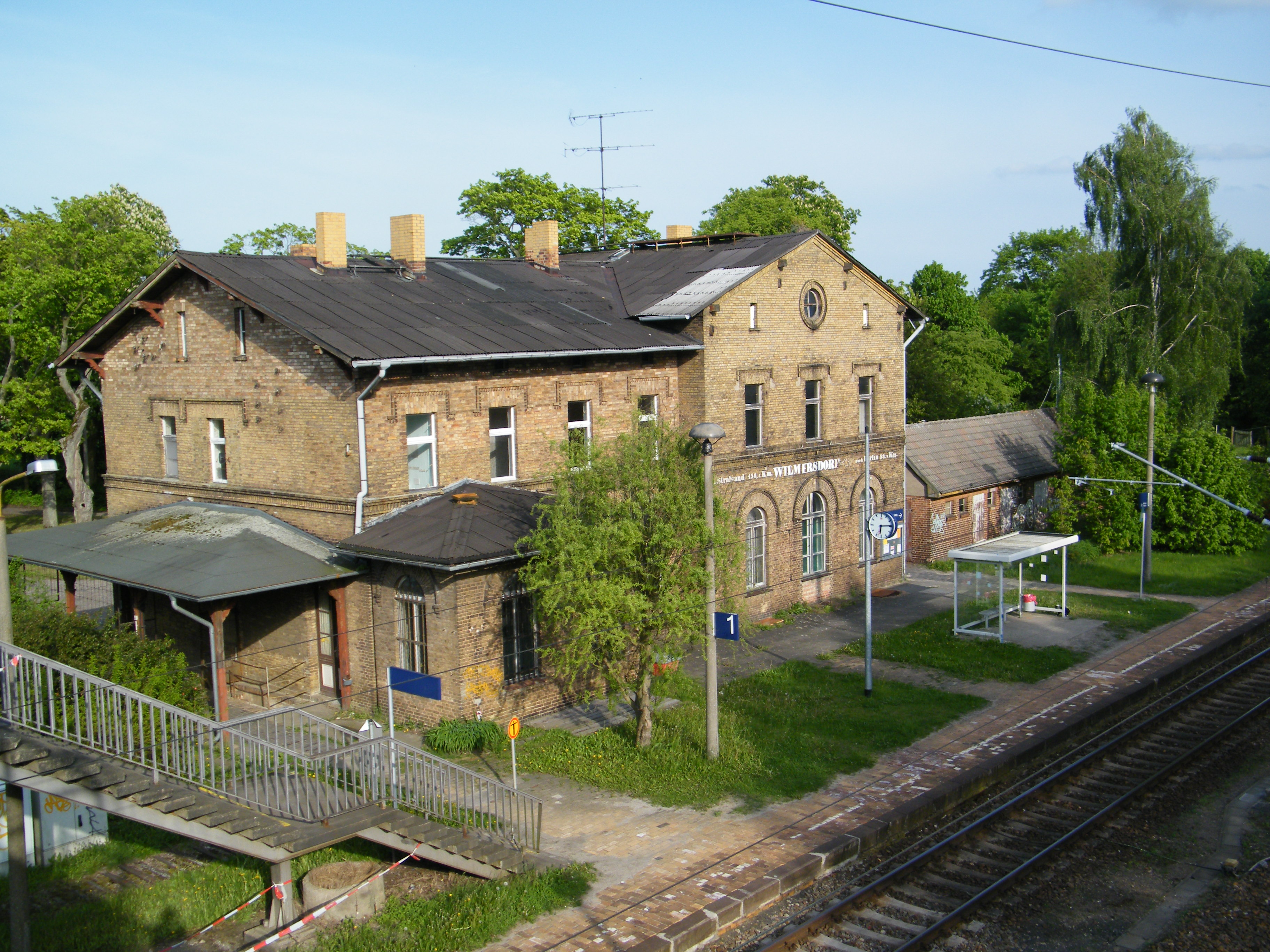
Bahnhof Wilmersdorf (Angermünde)

- Die evangelische Dorfkirche zu Wilmersdorf wurde 1936 in einer Scheune in der Dorfmitte von Wilmersdorf eingerichtet, nachdem ein von den Bürgern gewünschter Kirchenneubau von behördlicher Seite abgelehnt wurde.[4] Die ursprüngliche Dorfkirche von Wilmersdorf wurde 1469 durch Brandschatzung zerstört, ab den 1880er-Jahren wurden Gottesdienste in der Dorfschule abgehalten. Die heutige Dorfkirche ist ein Fachwerkbau.[5]
- Das Gut Wilmersdorf, bestehend aus dem Herrenhaus (siehe Bild oben) und einigen Wirtschaftsgebäuden, wurde während des 17. Jahrhunderts als Dreiflügelanlage erbaut. Das Hauptgebäude ist ein zweigeschossiger Fachwerkbau. Im Jahr 1838 wurde der Gutshof durch einen Brand zerstört und kurz drauf wieder aufgebaut, in den 1930er-Jahren wurde das Gutshaus unter dem damaligen Besitzer Alexander von Buch stark erweitert.[5] 1945 wurde das Gutshaus verstaatlicht und verfiel aufgrund fehlender Investitionen immer weiter, bis 1996 mit ersten Instandsetzungsarbeiten begonnen wurde, zwischen 2003 und 2006 wurde das Gutshaus nach historischem Vorbild rekonstruiert. Die Seitenflügel des Gutshauses wurden dabei abgetragen.
- Das Bahnhofsempfangsgebäude in Wilmersdorf wurde Anfang der 1860er-Jahre nach Entwürfen des Architekten Theodor August Stein in Ziegelbauweise errichtet, um den Ort an die Bahnstrecke zwischen Angermünde und Stralsund anzubinden. 1885 wurde der Bahnhof eingeweiht.[4] Das Empfangsgebäude ist ein 2 ½-geschossiger Bau mit Satteldach.
- Das Wohnhaus „Lindenhaus“ wurde 1936 im Auftrag Alexander von Buchs als Gästehaus erbaut. Das Haus ist ein eingeschossiger, siebenachsiger Bau mit Mansardwalmdach. 2002 erfolgte eine Sanierung der Fassade.

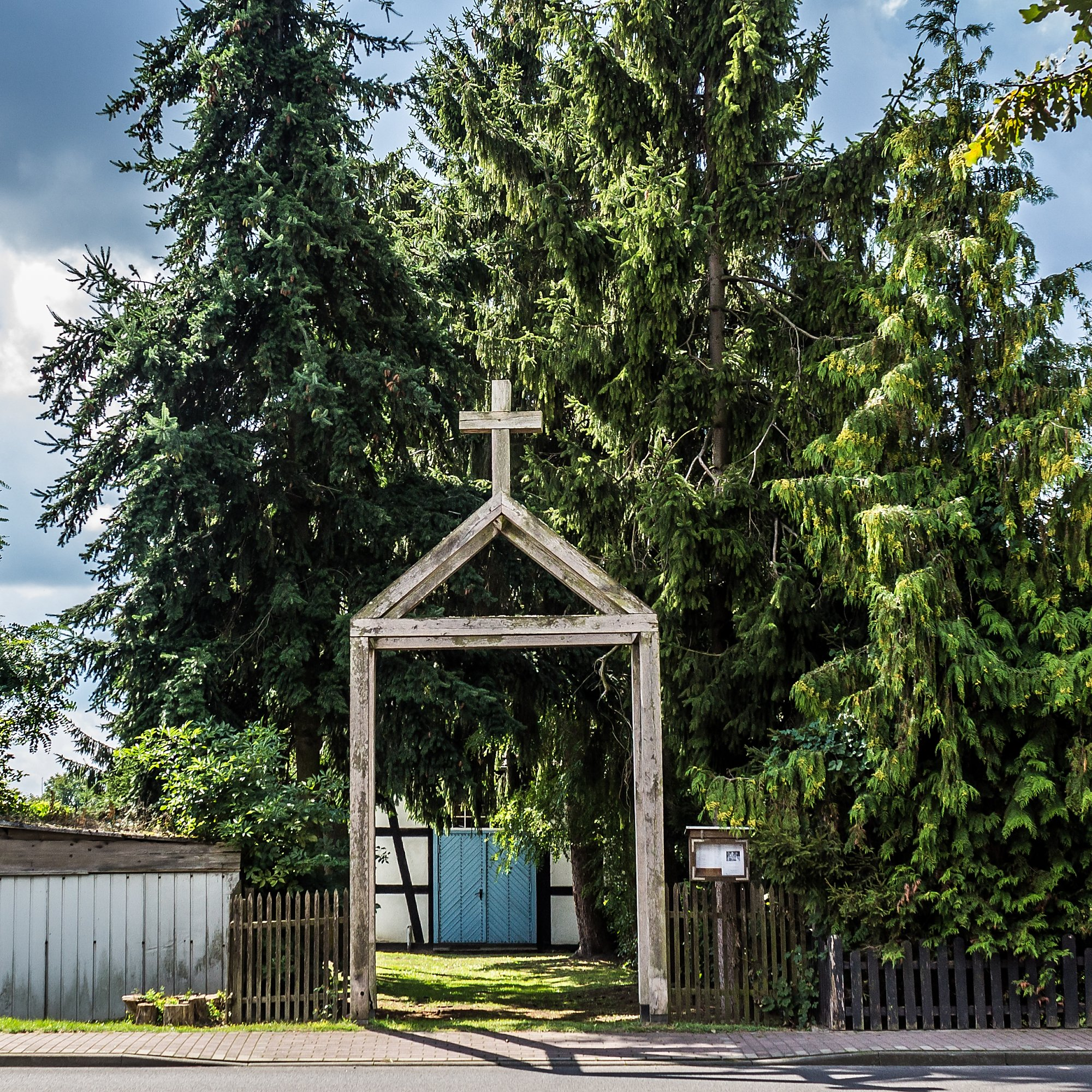
Dorfkirche
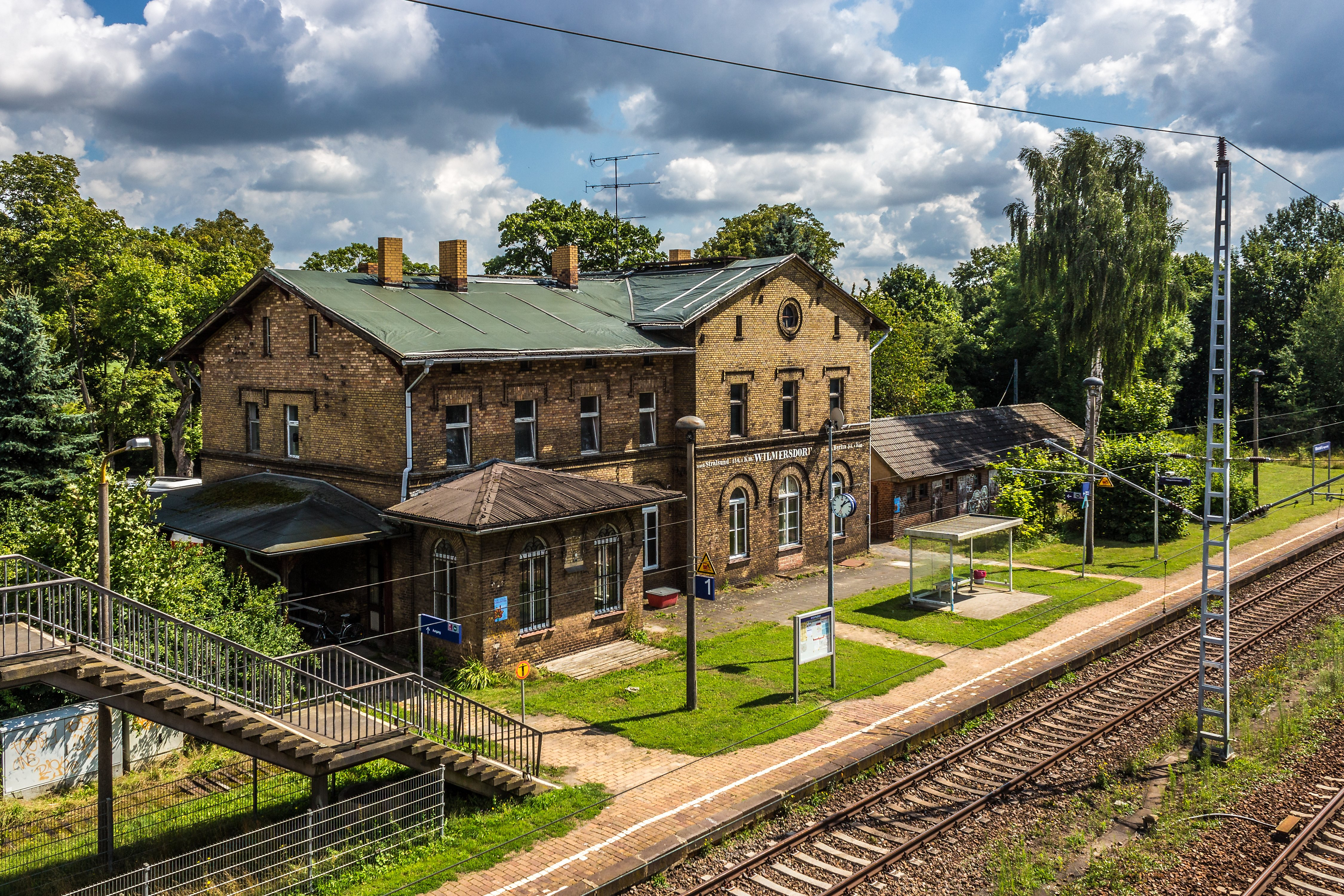
Bahnhof
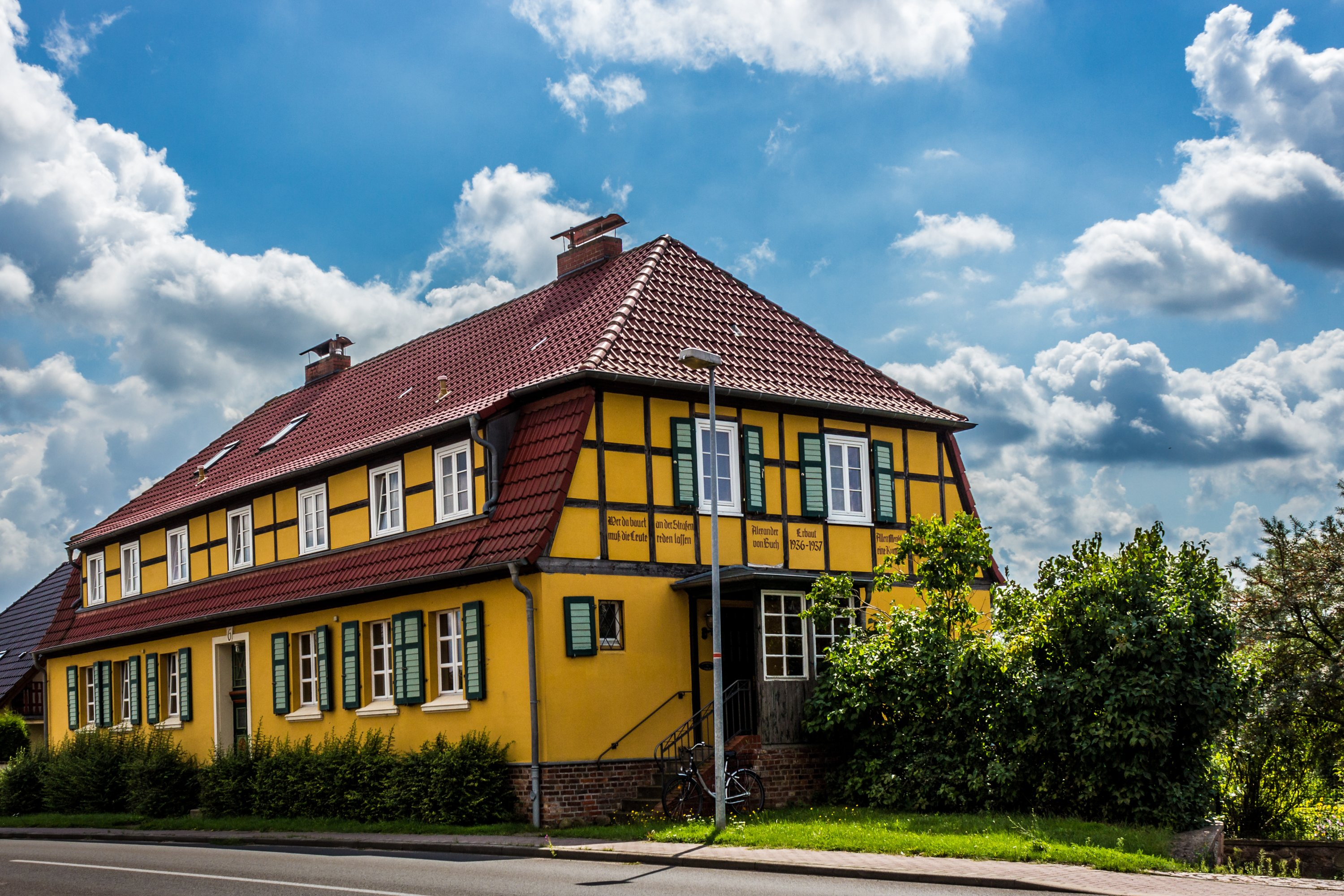
Wohnhaus „Lindenhaus“

## Einwohnerentwicklung
| Jahr | Einwohner |
| ---- | --------- |
| 1875 | 253       |
| 1890 | 286       |
| 1925 | 347       |
| 1933 | 288       |
| 1939 | 291       |

| Jahr | Einwohner |
| ---- | --------- |
| 1946 | 398       |
| 1950 | 414       |
| 1964 | 510       |
| 1971 | 462       |
| 1981 | 398       |

| Jahr | Einwohner |
| ---- | --------- |
| 1989 | 348       |
| 1994 | 406       |
| 1998 | 312       |
| 2002 | 283       |
| 2017 | 230       |

| Jahr | Einwohner |
| ---- | --------- |
| 2020 | 221       |

Gebietsstand des jeweiligen Jahres